# Zmijavičica
Zmijavičica (lat. Dracunculus), rod kozlačevki smješten u tribus Areae, dio potporodice Aroideae. Sastoji se od dvije priznate vrste vrste raširene u Mediteranu i po Makaroneziji, od kojih jedna raste i u Hrvatskoj, poznata kao zmijino zelje, zmijina trava ili obična zmijavičica, D. vulgaris.

## Vrste
1. Dracunculus canariensis Kunth
2. Dracunculus vulgaris Schott

## Vanjske poveznice
|  | Zajednički poslužitelj ima još gradiva o temi Dracunculus |
|  | Wikivrste imaju podatke o taksonu Dracunculus             |